# Ҭ
La Te con descendiente (Ҭ ҭ; cursiva: Ҭ ҭ) es una letra de la escritura cirílica. Su forma se deriva de la letra te (Т т Т т) por la adición de un descendiente a la pata de la letra.
Se usa en el alfabeto del idioma abjaso, donde representa la aspirada oclusiva alveolar sorda /th/, como la pronunciación de ⟨t⟩ en “tick” en inglés.

## Códigos de computación
| Carácter      | Ҭ                                            | Ҭ                                            | ҭ                                            | ҭ                                            |
| ------------- | -------------------------------------------- | -------------------------------------------- | -------------------------------------------- | -------------------------------------------- |
| Unicode       | LETRA MAYÚSCULA CIRÍLICA TE CON DESCENDIENTE | LETRA MAYÚSCULA CIRÍLICA TE CON DESCENDIENTE | LETRA MINÚSCULA CIRÍLICA TE CON DESCENDIENTE | LETRA MINÚSCULA CIRÍLICA TE CON DESCENDIENTE |
| Codificación  | decimal                                      | hex                                          | decimal                                      | hex                                          |
| Unicode       | 1196                                         | U+04AC                                       | 1197                                         | U+04AD                                       |
| UTF-8         | 210 172                                      | D2 AC                                        | 210 173                                      | D2 AD                                        |
| Ref. numérica | &#1196;                                      | &#x4AC;                                      | &#1197;                                      | &#x4AD;                                      |